# 感谢上帝，密西西比
『感谢上帝，密西西比』（英語："Thank God for Mississippi"）是一句美國俗語，特別常用於美國南部地區。由於在討論美國各州的各項指標（如教育、總體健康、貧困率、預期壽命）的排名中，密西西比州經常（或成見地）落在最後一位，因此排名靠後的其他州的居民可能會戲稱感謝上帝創造了密西西比州，因為該州的存在使他們免於排在最後的恥辱。